# Mecyclothorax molokaiae
Mecyclothorax molokaiae är en skalbaggsart som först beskrevs av Sharp 1903.  Mecyclothorax molokaiae ingår i släktet Mecyclothorax och familjen jordlöpare. Inga underarter finns listade i Catalogue of Life.